# ۱۰ زن برزنجیر
۱۰ زن برزنجیر یک ستاره است که در صورت فلکی آندرومدا قرار دارد.